# Diceògenes
Diceògenes (en llatí Dicaeogenes, en grec antic Δικαιογένης "Dikaiogénes") fou un poeta tràgic i ditiràmbic grec, del que es desconeix la seva vida, però es coneixen alguns dels seus drames.
Un dels títols coneguts, que cita Aristòtil, va ser Cypria, i és considerat més que un drama, un poema que formaria part del Cicle èpic i que tractava de l'heroi Teucre, fill de Telamó.